# Гурка, Лукаш (воевода познанский)
 Лукаш Гурка (ум. 11 апреля 1475) — государственный деятель Польского королевства, коморник королевский (1433), подчаший познанский (1438), воевода познанский (1441—1475), генеральный староста великопольский (1447—1448, 1451—1454, 1456—1458). Староста косцянский и победзиский.

## Биография
Представитель польского дворянского рода Гурок герба «Лодзя». Сын Якуба из Гурки (Мейска-Гурка) (ум. 1422/1426) и его жены Дороты (ум. после 1421). В молодости Лукаш Гурка стал дворянином королевским (вероятно, благодаря покровительству своего дяди Николая Гурки из Курника, канцлера познанского капитула). В 1428 году был назначен ложничим польского короля Владислава Ягелло, перед 1434 годом получил должность старосты косцянского. В 1437 или 1438 году Лукаш Гурка был назначен подчашим познанским.
В 1440 году Лукаш Гурка сопровождал польского короля Владислава Варненьчика во время его похода в Венгрию, командуя военными отрядами из Великой Польши, но перед битвой под Варной (1444) вернулся на родину. Быстро стал доверенным лицом нового польского короля Казимира Ягеллончика, в 1447—1448, 1451—1454 и 1456-1458 годах занимал должность генерального старосты великопольского.
В 1449 году Лукаш Гурка получил звание воеводы познанского. Будучи активным членом королевского совета, поддерживал Казимира IV в борьбе с краковским епископом Збигневом Олесницким и малопольской оппозицией. Выступал за включение владений Тевтонского ордена в состав Польского королевства, контактировал с Прусским союзом и в 1454 году принимал участие в принятии присяги с Гданьска. Был одним из командующих польской армии в битве с тевтонскими крестоносцами под Хойницами (18 сентября 1454) и после поражения попал в плен. Был заключен в Мальборке, откуда его освободили в 1455 году. После этого занимался только дипломатией, хотя во время Тринадцатилетней войны оказывал финансовую помощь польской армии. После завершения войны Лукаш Гурка вел переговоры с венгерским королём Матвеем Хуньяди о получении чешской короны для сыновей Казимира Ягеллончика. В 1474 году принял участие в шляхетском ополчении, собранном для защиты Великой Польши от нападения жаганьского князя Яна. До самой смерти носил титулы старосты косцянского (его налоговые сборы вызвали восстание горожан в 1447) и победзиского.
11 апреля 1475 года Лукаш Гурка скоропостижно скончался, его похоронили в познанском соборе.

## Семья
Был женат на Катажине Шамотульской (ум. до 1457), дочери каштеляна познанского и генерального старосты великопольского Доброгоста Шамотульского (ум. после 1453) и Эльжбеты Горайской. Дети:
- Уриель Гурка (ок.1435-1498), канцлер великий коронный (1473—1478), епископ познанский (1479—1498)
- Ян Гурка (ум. 1478), староста накловский и подкоморий познанский
- Якуб Гурка (ум. 1476), каноник познанского капитула
- Николай Гурка (ум. до 1497), каштелян гнезненский (1476)
- Маргарита Гурка, жена Станислава Збажского